# Agrochola diffluens
Agrochola diffluens là một loài bướm đêm trong họ Noctuidae.